# Smolarewaterval
De Smolarewaterval (Смоларски Водопад, smolarski vodopad) is de hoogste waterval in Noord-Macedonië. De waterval valt van een hoogte van 39,5 meter naar beneden. De waterval is gelegen boven het dorp Smolari in de gemeente Novo Selo in de zuidoostelijke regio van het land.
De waterval maakt deel uit van de rivier de Lomnica en is gelegen in het Belasitsagebergte op een hoogte van 630 meter. Neerstortend van de gladde zwarte rotswand, en omgeven door 100 jaar oude beuken wordt deze waterval het hele jaar bezocht door toeristen.
Om de Smolarewaterval te bereiken moeten bezoekers een natuurpad volgend dat 300 stenen trappen bevat. Eenmaal boven aangekomen, diep in het bos is de waterval te zien vanaf een houten brug gebouwd aan de voorzijde van de waterval.
Toeristen kunnen ook gebruikmaken van de picknick- en kampeergebieden gebouwd aan de voet van het natuurpad evenals van de markt die is geopend in 2007 voor de bewoners om lokaal geproduceerde producten verkopen, zoals verse groenten en fruit, honing, en andere spullen.